# Francisco Hernández de Córdoba
Francisco Hernández de Córdoba (? Španělsko – 1517 Havana, Kuba) byl španělský mořeplavec. V roce 1517 podnikl první oficiální plavbu z Kuby k pevnině, kde dosáhl severního pobřeží poloostrova Yucatánu.

## Objevitelská cesta
V roce 1517 vyplul z Kuby na západ, kde přistál u poloostrova Yucatán. Krátce nato pokračoval k zálivu Terminos. Při pokusech o přistání narazil na odpor domorodého obyvatelstva. Po značných ztrátách na lidech se obloukem vrátil k Floridě a odtud zpět do Havany, kde krátce nato zemřel na četná zranění z boje s Indiány u Champotonu.
Jeho zprávy o hustě osídlené a zlatem oplývající zemi daly popud k výpravě Juana Grijalvy a později i Hernána Cortése.